# HŠK Tomislav Zenica
HŠK Tomislav je bio nogometni klub iz Zenice, oko kojeg su se okupljali Hrvati. 
Sudjelovao je u nogometnom prvenstvu NDH. 1943. prošao je regionalno natjecanje - područje župa u okolici Sarajeva. U 2. krugu bio je drugi u skupini C. 1944. prošao je u 1. krugu područje župa u okolici Sarajeva, a u ispao je u 1. krugu doigravanja skupine Sarajevo / Banja Luka. Nakon drugog svjetskog rata jugoslavenske komunističke vlasti zabranile su mu rad. 